# 유굉 (종백)
유굉(劉宏, ? ~ ?) 또는 유용(劉容)은 전한 말기의 황족이자 관료로, 자는 자려(子麗)이며 발해군 사람이다. 본래 이름은 유불오(劉不惡)였는데, 종정 취임 후 고쳤다.

## 행적
건평 4년(기원전 3년), 진류태수에서 종정으로 승진하였다.
원시 원년(1년), 평제 즉위에 힘쓴 공로를 인정받아 관내후에 봉해지고 식읍을 받았다.
거섭 2년(7년), 동군태수 적의가 왕망에 대항하여 반란을 일으켰다. 종백 유굉은 분충장군(奮衝將軍)에 임명되어 진압에 나섰다.

## 출전
- 반고, 《한서》
  - 권12 평제기 중국어 위키문헌에 이 글과 관련된 원문이 있습니다. 한서 권12 평제기
  - 권19하 백관공경표 下 중국어 위키문헌에 이 글과 관련된 원문이 있습니다. 한서 권12 평제기
  - 권97하 외척전 下 중국어 위키문헌에 이 글과 관련된 원문이 있습니다. 한서 권97하 외척전 下
  - 권99중 왕망전 中 중국어 위키문헌에 이 글과 관련된 원문이 있습니다. 한서 권99중 왕망전 中